# 諾伊斯山
諾伊斯山（英語：Mount Noice），是南極洲的山峰，位於維多利亞地的博克格雷溫克海岸，處於奧弗洛德火山以南15公里的迪塞普申高原西南側，海拔高度2,780米，美國地質調查局根據測量和美國海軍拍攝的空中照片繪入地圖，現時由南極條約體系管理。